# Anna Maria Saludes i Amat
Anna Maria Saludes i Amat   (Hospital de Baiona, 1939) és una traductora i docent catalana. Especialista de la famosa escriptora Mercè Rodoreda que era amiga de la seva mare, la pintora i pedagoga Susina Amat, va ensenyar la llengua i literatura catalanes a diverses universitats italianes com ara Florència i Pisa.
A més de les traduccions de les obres de Rodoreda en italià, va traduir a la llengua de Dante, juntament amb Anna Baggiani, la Doctrina pueril de Ramon Llull.

## Traduccions
- Aloma (1987, Editorial: Giunti Editore). Traducció italiana d'Aloma de Mercè Rodoreda.
- La piazza del Diamante (1990, Editorial: Bollati Boringhieri). Traducció italiana de La plaça del diamant de Mercè Rodoreda.
- Lo specchio rotto (1992, Editorial: Bollati Boringhieri). Traducció italiana de Mirall trencat de Mercè Rodoreda.
- Quanta, quanta guerra (1994, Editorial: Bollati Boringhieri). Traducció italiana de Quanta, quanta guerra de Mercè Rodoreda.
- Doctrina pueril (2003, Editorial: Giardini). Traducció italiana amb Anna Baggiani de la Doctrina pueril de Ramon Llull.